# Christen Friis Rottbøll
Christen Friis Rottbøll (Copenaghen, 3 marzo 1727 – Copenaghen, 15 giugno 1797) è stato un medico e botanico danese.
Fu allievo di Linneo.

## Biografia

### Gioventù
Rottbøll nacque ad Holbæk, figlio di Christen Michelsen Rottbøll  († 1729) e di Margrethe Cathrine Friis. Il padre era il dirigente del complesso residenziale ove la sua famiglia abitava, ma morì nel 1729. La madre si risposò con il dirigente di un altro complesso residenziale, Hagestedgaard, tale Ole Nielsen Faxøe.

### Formazione e carriera
Rottbøll studiò all'Università di Copenaghen, dapprima teologia, poi medicina, conseguendo in quest'ultima il dottorato nel 1755 (De morbis deuteropathicis seu Sympathier). Quindi viaggiò all'estero dal 1757 al 1761 per proseguire gli studi in medicina e per studiare chimica e botanica – quest'ultima presso l'Università di Uppsala, ove fu allievo di Linneo.
Dal 1761 fu dirigente presso l'orto botanico di Copenaghen, succedendo poi come suo direttore a Georg Christian Oeder nel 1770. Nel 1776 ebbe la cattedra di medicina e ricevette il titolo di "consigliere reale" (konferensråd) nel 1784.

### Il lavoro sul vaiolo
Come medico egli studiò il vaiolo, riformandone il programma di vaccinazione che era stato in uso a Copenaghen fin dal 1755. Egli abolì il pre- e post- trattamento e invece consigliò il sistematico indebolimento dell'innoculato prima della sua applicazione.

### Botanica
Come botanico, Rottbøll fornì la prima lista esauriente della flora della Groenlandia, egli pubblicò descrizioni di piante dalle colonie danesi in India raccolte da Johann Gerhard Kenig, e similarmente di piante dal Suriname raccolte da Daniel Rolander. Corrispondendo con Lorenz Praetorius (1708-1781) della danese Chiesa Morava, Rottbøll sollecitò anche nel 1766 la raccolta di campioni di piante presso i moraviani nel Nord America.
Rottbøll nominò il genere di piante Rolandra (Asteraceae) da Rolander e il genere Kyllinga (Cyperaceae) da Peder Kylling. Carlo Linneo il Giovane chiamò il genere Rottboellia (Poaceae) dal suo nome.
| Rottb. è l'abbreviazione standard utilizzata per le piante descritte da Christen Friis Rottbøll. Consulta l'elenco delle piante assegnate a questo autore dall'IPNI. |

### Vita privata
Rottbøll si sposò tre volte:
- La prima il 10 maggio 1762 a Roskilde con Ursula Schnabel (1732-1767), una delle figlie del rettore Bernhard Schnabel (1691–1754) e di Sophie Rasmusdatter (1700–52).
- La seconda il 18 maggio 1768 nella chiesa della Trinità a Copenaghen con Johanne Elisabeth Mangor (1740-1771), figlia del farmacista Christopher Heerfordt Mangor (1704–82) e di Anna Saur (c. 1715–83).
- La terza il 29 settembre 1777 a Schleswig con Catharina Hedvig Wohlert (1750-1811), figlia del tornitore Daniel Jacob Wohlert.[1]